# Halecium lightbourni
Halecium lightbourni is een hydroïdpoliep uit de familie Haleciidae. De poliep komt uit het geslacht Halecium. Halecium lightbourni werd in 1991 voor het eerst wetenschappelijk beschreven door Calder. 